# Lucius Cornelius Lentulus Caudinus (consul in 275 v.Chr.)
Lucius Cornelius Lentulus Caudinus (Latijn: L. Cornelius Ti. f. Ser. n. Lentulus Caudinus) was een Romeins politicus uit de 3e eeuw v.Chr.
Hij was in 275 v.Chr. samen met Manius Curius Dentatus (II) consul. Terwijl zijn collega de oorlog tegen Pyrrhus van Epirus verder voortzette, leverde Lucius strijd tegen de Samnieten, van wie hij waarschijnlijk Caudium overnam (vandaar vermoedelijk het agnomen Caudinus), en de Lucaniërs en zag zijn inspanningen bekroond met een triomftocht.
Hij liet twee zonen na, Lucius en Publius, die beiden op hun beurt het consulaat zouden bekleden.

## Referentie
- T.R.S. Broughton, The Magistrates of the Roman Republic, I, New York, 1951, pp. 195, 196 (n. 1).